# Alla Gajewna Dschalilowa
Alla Dschalilowa, russisch Алла Гаевна Джалилова (* 8. Novemberjul. / 21. November 1908greg. in Tiflis; † 12. April 1992) war eine russische Tänzerin (Ballerina) und Solistin des Bolschoi-Theaters.

## Leben
Alla Dschalilowa wurde 1908 in Tiflis geboren, wohin ihr Vater, ein Jurist, versetzt worden war. Die Familie des Vaters stammte aus dem süddagestanischen lesgischen Dorf Achty; ihre Mutter war eine Zahnärztin.
Seit 1927 war sie in der Balletttruppe des Bolschoi-Theaters. Ihre Paraderollen waren Mercedes in Don Quichote, Aja in La Bayadère, Tsaga in Fürst Igor und weitere.
Von 1951 bis 1974 unterrichtete sie am Moskauer Choreographischen Institut und an der Schtschukin-Theaterhochschule.
Alla Dschalilowa ist auf dem muslimischen Friedhof in Domodedowo begraben.
| Personendaten    | Personendaten                                                     |
| ---------------- | ----------------------------------------------------------------- |
| NAME             | Dschalilowa, Alla Gajewna                                         |
| ALTERNATIVNAMEN  | Dschalilowa, Alla; Джалилова, Алла Гаевна (russisch)              |
| KURZBESCHREIBUNG | russische Tänzerin (Ballerina) und Solistin des Bolschoi-Theaters |
| GEBURTSDATUM     | 21. November 1908                                                 |
| GEBURTSORT       | Tiflis                                                            |
| STERBEDATUM      | 12. April 1992                                                    |